# Rajskie klimaty
Rajskie klimaty – polski serial telewizyjny, emitowany w telewizji TVP2 od 14 marca do 20 czerwca 2009.
Rajskie klimaty to kontynuacja serialu Warto kochać. Główna bohaterka – Marta Miłorzębska urodziła się i dorastała w Rajsku. Teraz mieszka we Wrocławiu, ale myślami nadal jest w Rajsku, z którym tak wiele ją łączy. Prowadząc internetowy pamiętnik, dziewczyna opowiada o własnych rozterkach sercowych, ale też o losach swych bliskich i znajomych. Serial kręcony jest we Wrocławiu i Wiązowie.

## Obsada
- Weronika Książkiewicz (Marta Miłorzębska)
- Bronisław Wrocławski (Cezary Horoszewicz)
- Bartosz Głogowski (radny Michał Radzyński)
- Joanna Lisner (Krystyna Wójcik)
- Jacek Chmielnik (Piotr)
- Andrzej Gałła (Felicjan)
- Grzegorz Wojdon (Andrzej Wójcik)
- Anna Maria Buczek (Joanna)
- Małgorzata Zofia Zawadzka (Małgośka, siostra Michała)
- Mateusz Młodzianowski (Adam Wójcik, brat Andrzeja i Alka)
- Maria Pakulnis (Magda, matka Karoliny)
- Joachim Lamża (Piotr Miłorzębski, stryj Marty, ojciec Andrzeja Wójcika)
- Anna Ilczuk (Andżela)
- Artur Łodyga (Molak)
- Anita Poddębniak (kierowniczka schroniska dla bezdomnych)
- Mariusz Zaniewski (Kostek, szef Marty)
- Jan Wieczorkowski (Marcin Wierzbicki)
- Marlena Milwiw (Doktor Wanda)